# Telemaco Signorini
Telemaco Signorini (Florencia, 18 de agosto de 1835 - Florencia, 10 de febrero de 1901) fue un pintor italiano, miembro destacado de la corriente pictórica de los macchiaioli (manchistas o manchadores).

## Biografía
Comenzó su carrera artística con los escolapios, en las Escuelas Pías de San Juan, donde conoció a Diego Martelli y al futuro poeta Giosuè Carducci. En esa época se despierta su talento literario, que le llevaría a desarrollar, durante toda su vida, la actividad de crítico teórico de arte y poesía.
En 1852 comienza a aprender pintura, a instancias de su padre, pintor de corte del Gran Duque de Toscana. Frecuenta las clases de dibujo al desnudo. En 1853 comienza su interés por el paisajismo, a partir de 1854 pinta al aire libre con Odoardo Borrani. Frecuenta el Café Michelangelo. En 1856 viaja a Venecia donde conoce a Giuseppe Abbati. En 1858 comenzó con sus primeros intentos de utilizar la técnica de manchas. En 1859 es enrolado en el servicio militar, en la Segunda Guerra de Independencia. Pasa el verano de 1860 en La Spezia, pintando al aire libre. 
En 1861 viaja a París, donde lo impresionan profundamente las obras de Corot, Décamps, Daubigny. Con Lega, Abbati, Borrani y Sernesi forma la Escuela de Piagentina en Florencia. Entre 1869 y 1892 viaja frecuentemente varias capitales europeas, París, en varias oportunidades, Londres, Escocia. A principio de los años 1870 conoce a Degas, que influirá en su obra.

## Referencias

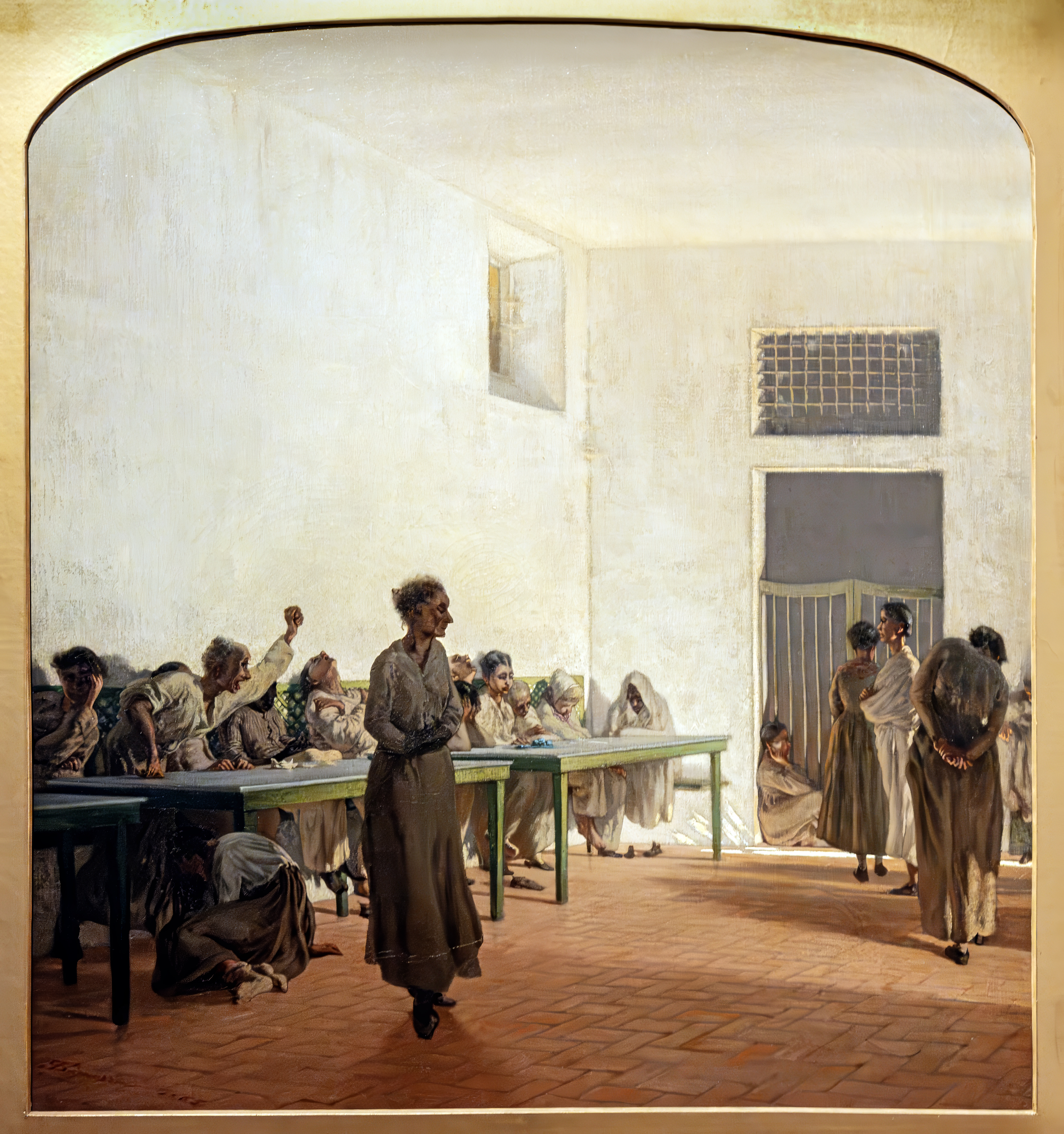
La sala de las agitadas al San Bonifazio en Florencia.